# 프리지아 홈
프리지아 홈(Phrygia Sulcus)는 목성의 위성인 가니메데에 있는 지역으로 홈 모양의 밝은 지형이다. 길이는 3,700km이다.